# Café Backus

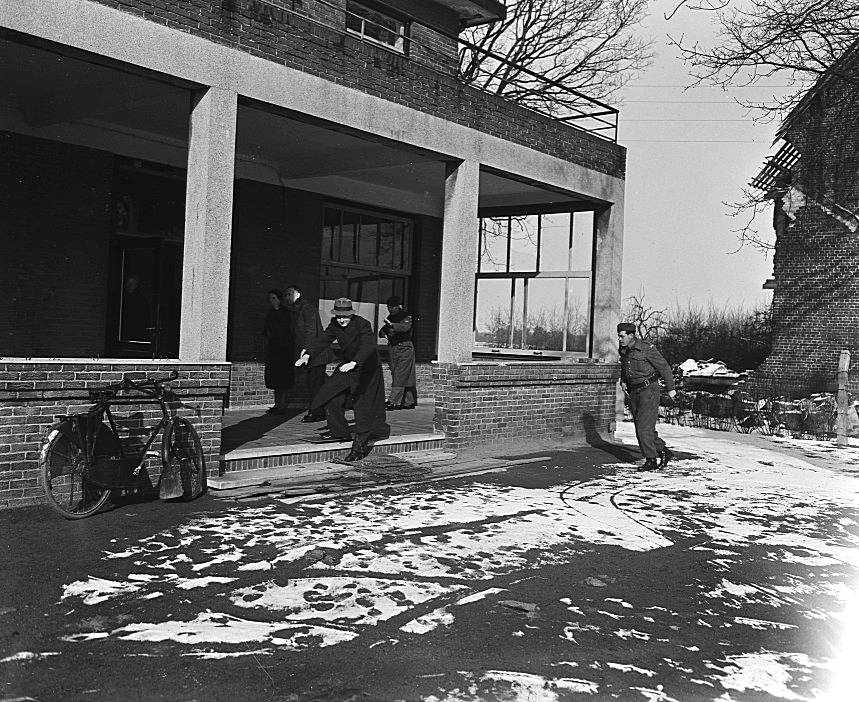
Op 20 februari 1948 werd een reconstructie gemaakt van het Venlo-incident

Café Backus is een pand in de Nederlandse plaats Venlo aan de grens met Duitsland. Het pand heeft een voor Nederland belangrijke rol gespeeld aan het uiterste begin van de Tweede Wereldoorlog.

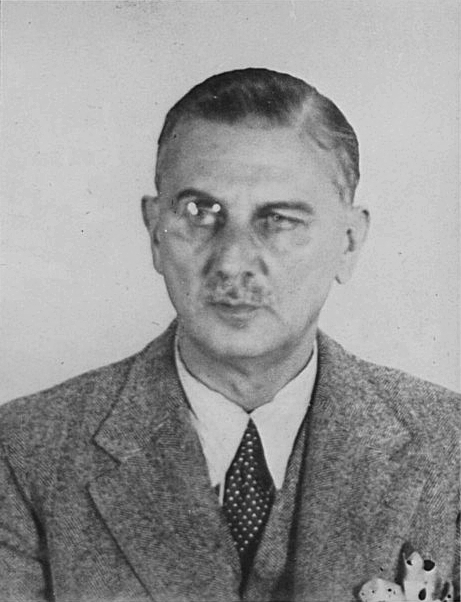
Kapitein Payne-Best

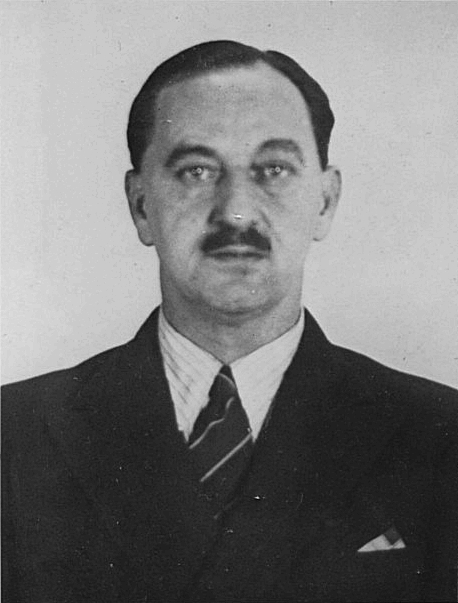
Majoor Stevens

In 1875 begonnen als kleine herberg, werd het later een café en sinds 1989 een supermarkt..

## Venlo-incident
Op 9 november 1939 zouden twee Britse geheim agenten, kapitein Sigismund Payne Best en majoor Richard Stevens, vergezeld door de Nederlandse luitenant Dirk Klop, tegenstanders van Hitler's regime treffen bij het toenmalige café. Dit liep echter anders: Klop werd neergeschoten en ernstig verwond, en hun chauffeur H. Lemmens werd samen met de twee Britten ontvoerd en gevangengenomen. Doordat er een Nederlandse officier betrokken was bij het complot, had Hitler zo een excuus gekregen om het tot dan toe neutrale Nederland binnen te vallen wanneer hij de tijd rijp achtte. Dit gebeurde op 10 mei 1940.

### Terugkeer Best
In 1963 zijn er opnamen gemaakt door het Amerikaanse Twentieth Century Fox (in opdracht van CBS, om het hele Venlo-incident te reconstrueren en aan het Amerikaanse kijkerspubliek te vertonen. Best keerde als pensionado op 70-jarige leeftijd terug naar het café om er voor de camera zijn verhaal te doen.

## Documentaire
Het café, tegenwoordig een supermarkt, komt tevens uitvoerig in beeld in de prijswinnende documentaire Het Venlo-incident, 70 jaar na dato van Omroep Venlo uit 2009.